# 聖約瑟夫島
46°13′N 83°57′W / 46.22°N 83.95°W

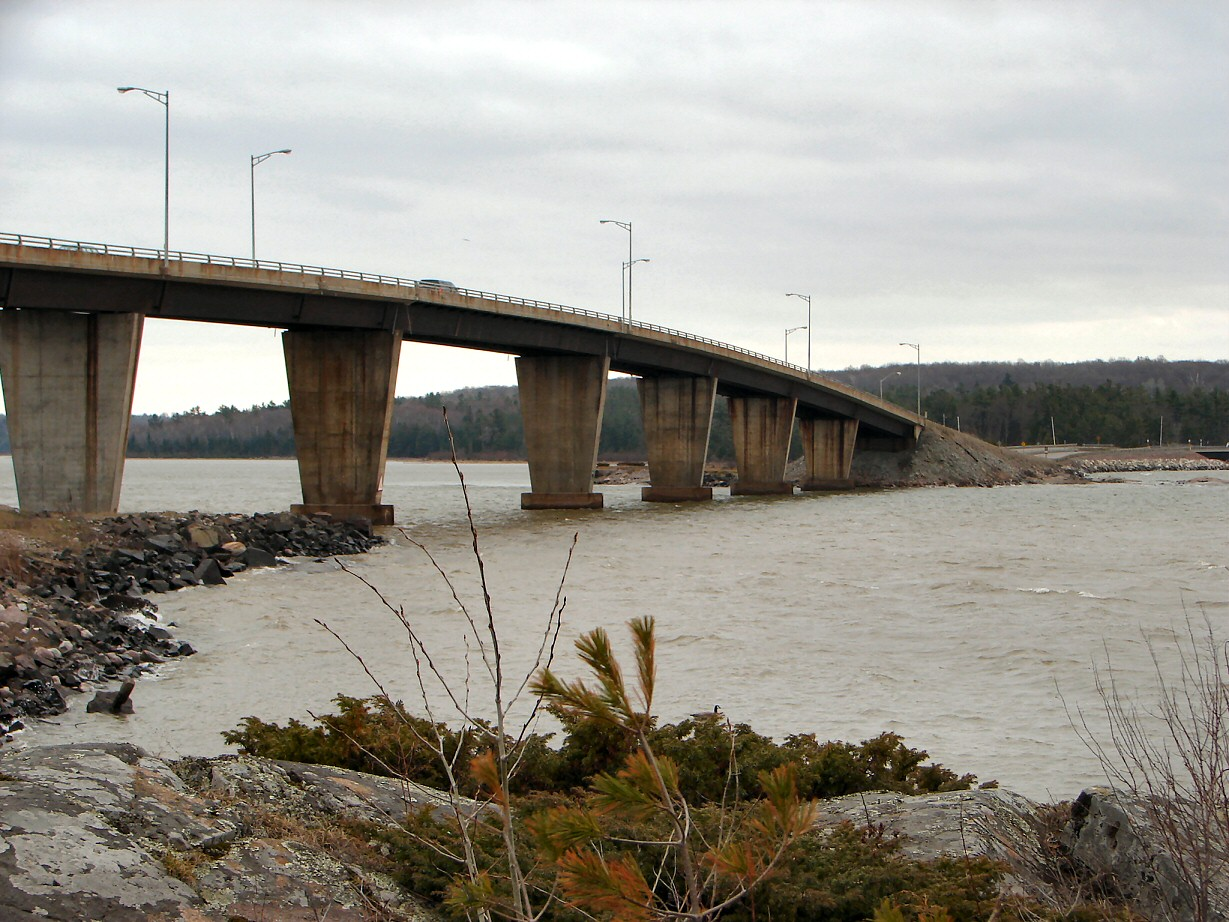

聖約瑟夫島是加拿大的島嶼，位於休倫湖，長30公里、寬19公里，面積365平方公里，是該湖第二大島嶼，僅次於馬尼圖林島，最高點海拔高度335米，2011年人口1,844。